# Daniel Jelensperger
Daniel Jelensperger (* 1. April 1799 in Mülhausen; † 30. Mai 1831 in Paris) war ein französischer Musikwissenschaftler.

## Leben
Jelensperger studierte bei Anton Reicha am Conservatoire de Paris, wo er später Kontrapunkt und Komposition unterrichtete. 1830 veröffentlichte er in Paris seine Harmonielehre L’harmonie au commencement du dix-neuvième siècle et méthode pour l’etudier, die 1833 bei Breitkopf & Härtel in Leipzig unter dem Titel Die Harmonie im Anfange des neunzehnten Jahrhunderts erschien. Er war in seinen Auffassungen weit mehr von der deutschen Musiktradition, wie sie von Abbé Vogler und Carl Maria von Weber vertreten wurde, beeinflusst als von der zeitgenössischen französischen Musik.